# مایع

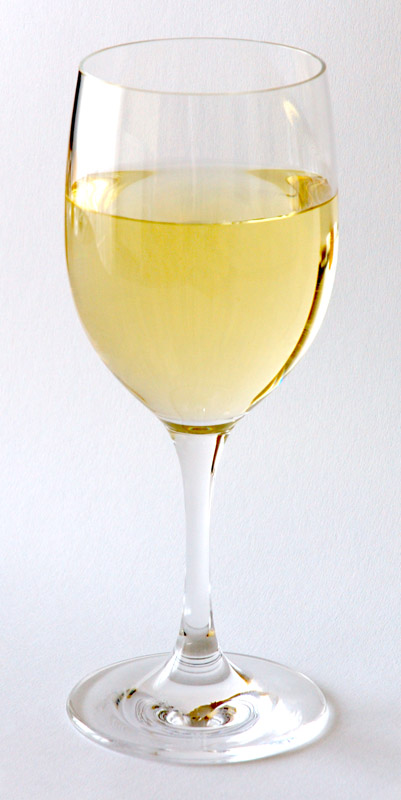
مایع شکل ظرف را به خود می‌گیرد

مایع  به فارسی مایه (به انگلیسی: Liquid) یکی از حالت‌ها میان هفت حالت ممکن (جامد، مایع، گاز، پلاسما، نوترونی،چگالش بوز-انیشتین و چگال فرمیونی) برای ماده است که ماده می‌تواند به آن شکل باشد.
مایعات موادی هستند که ذرات تشکیل دهندهٔ آن‌ها قابلیت تغییر مکان دارند. بنابر این مایعات بر خلاف جامدات شکل ثابتی ندارد.
اگر دقت کرده باشید واحد اندازه‌گیری مایعات بر اساس حجم است، دلیل این امر این است که با وجود نداشتن شکل ثابت، حجم مایعات ثابت است.
مایع می‌تواند جریان داشته باشد، شکل یک ظرف را به خود بگیرد و اگر در یک ظرف در بسته قرار گیرد، فشار وارد شده را به‌طور یکنواخت، در تمام سطوح ظرف توزیع می‌کند.
ذرات تشکیل دهندهٔ مایع (اتم/مولکول) می‌توانند تغییر مکان بدهند؛ اما نیروهای بین‌مولکولی کماکان آن‌ها را در کنار هم نگه می‌دارد؛ بنابراین مایعات (برخلاف جامدات) شکل ثابتی ندارند. چون فاصلهٔ ذرات در حالت مایع قابل تغییر نیست، بنابراین نمی‌توان آن‌ها را فشرده کرد و (برخلاف گازها) حجم ثابتی دارند.
همهٔ مواد را می‌توان با بالا بردن (یا پایین آوردن) دما به مایع تبدیل کرد.
مشخصه مایع: حجم ثابت دارد ولی شکل ثابت ندارد و سیال است.

## مقدمه
مایع یکی از چهار حالت اولیه ماده است که بقیه آن جامد، گاز و پلاسما است . مایع یک مایع است . برخلاف جامد، مولکول‌های یک مایع آزادی حرکت بسیار بیشتری دارند. نیروهایی که مولکول‌ها را در یک جامد به یکدیگر متصل می‌کنند، فقط در یک مایع موقتی هستند و به مایع اجازه می‌دهند در حالی که یک جامد صلب باقی می‌ماند، جریان پیدا کند.
مایع، مانند گاز، ویژگی های یک سیال را نشان می دهد. یک مایع می تواند جریان داشته باشد، شکل یک ظرف را به خود بگیرد و اگر در یک ظرف دربسته قرار گیرد، فشار وارد شده را به طور یکنواخت در تمام سطح ظرف توزیع می کند. اگر مایع در کیسه قرار داده شود، می توان آن را به هر شکلی فشرده کرد. بر خلاف گاز، مایع تقریباً تراکم ناپذیر است، به این معنی که تقریباً حجم ثابتی را در محدوده وسیعی از فشارها اشغال می کند. معمولاً برای پر کردن فضای موجود در ظرف منبسط نمی شود، بلکه سطح خود را تشکیل می دهد و ممکن است همیشه به راحتی با مایع دیگری مخلوط نشود. این خواص باعث می شود که مایعی برای کاربردهایی مانند هیدرولیک مناسب باشد .
ذرات مایع به طور محکم متصل می شوند اما نه به طور صلب. آنها می توانند آزادانه در اطراف یکدیگر حرکت کنند و در نتیجه تحرک ذرات محدود است. با افزایش دما، افزایش ارتعاشات مولکول ها باعث افزایش فاصله بین مولکول ها می شود. هنگامی که یک مایع به نقطه جوش خود می رسد ، نیروهای انسجامی که مولکول ها را از نزدیک به یکدیگر متصل می کنند، شکسته می شوند و مایع به حالت گازی خود تغییر می کند (مگر اینکه گرمای فوق العاده رخ دهد). اگر دما کاهش یابد، فاصله بین مولکول ها کمتر می شود. هنگامی که مایع به نقطه انجماد خود می رسد ، مولکول ها معمولاً در یک نظم بسیار خاص به نام کریستالیزاسیون قفل می شوند و پیوندهای بین آنها سفت تر می شوند و مایع را به حالت جامد خود تغییر می دهند (مگر اینکه ابر سرد شدن رخ دهد)